# جولييت أنجيلو
جولييت أنجيلو (بالإنجليزية: Juliette Angelo)‏ هي ممثلة أمريكية، ولدت في 3 مارس 1999.

## وصلات خارجية
- جولييت أنجيلو على موقع IMDb (الإنجليزية)
- جولييت أنجيلو على موقع قاعدة بيانات الفيلم (الإنجليزية)